# Grand Prix Pino Cerami 1988
Il Grand Prix Pino Cerami 1988, venticinquesima edizione della corsa, si svolse l'8 aprile su un percorso con partenza e arrivo a Wasmuel. Fu vinto dall'olandese John Talen della Panasonic-Isostar davanti allo svizzero Stephan Joho e al danese Rolf Sörensen.

## Ordine d'arrivo (Top 10)
| Pos. | Corridore           | Squadra      | Tempo    |
| ---- | ------------------- | ------------ | -------- |
| 1    | John Talen          | Panasonic    | 5h37'00" |
| 2    | Stephan Joho        | Ariostea     | a 10"    |
| 3    | Rolf Sörensen       | Ariostea     | s.t.     |
| 4    | Jesper Skibby       | Roland       | s.t.     |
| 5    | Willem Wijnant      | Sigma-Fina   | s.t.     |
| 6    | Mario Noris         | Atala-Ofmega | s.t.     |
| 7    | Jan Goessens        | Lotto-Merckx | s.t.     |
| 8    | Frank Van De Vijver | Lotto-Merckx | a 14"    |
| 9    | Marco Saligari      | Ariostea     | a 33"    |
| 10   | Patrick Onnockx     | ADR          | s.t.     |